# Máramarosszigeti börtön
A máramarosszigeti börtön műemlék épület Romániában, Máramaros megyében. A romániai műemlékek jegyzékében az MM-II-m-A-04675 sorszámon szerepel. Az épületben 1993 óta a Kommunizmus és Ellenállás Áldozatainak  Múzeuma működik.
2024-ben a Kommunista börtönök Romániában helyszín részeként a Világörökség javaslati listájára került.